# Richie Campbell (Musiker)

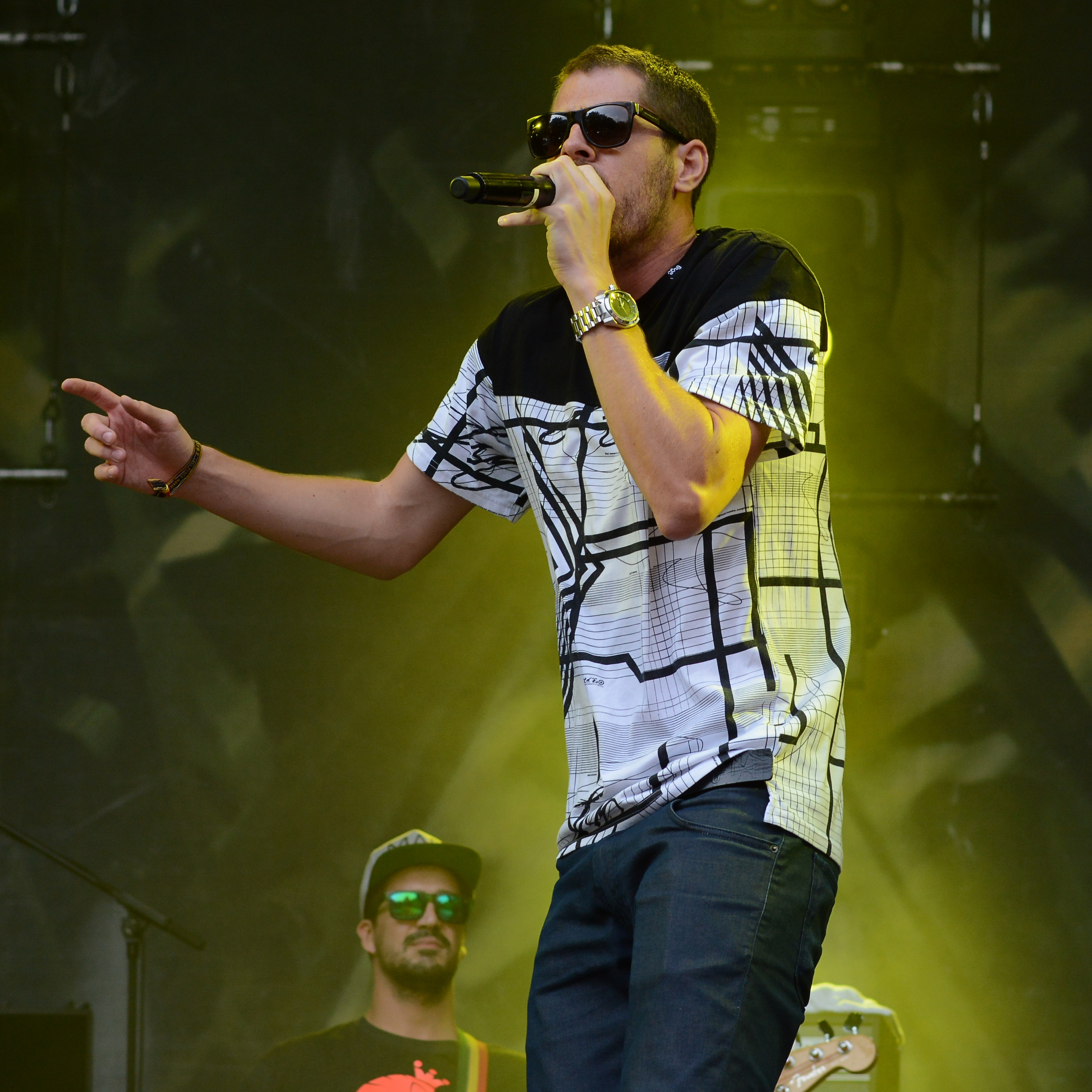
Richie Campbell beim Ruhr Reggae Summer 2014

Richie Campbell (* 1987 als Ricardo Costa) ist der Künstlername eines portugiesischen Reggae-Musikers.

## Karriere
Sein Künstlername setzt sich zusammen aus einer Form seines wirklichen Vornamens Ricardo, und dem Nachnamen Campbell, den er zwei von ihm verehrten Musikern entlehnt hat, Turbulence (Sheldon Campbell) und Admiral T (Chrissy Campbell).
Seine Musik bewegt sich zwischen Reggae, Dancehall, Soul und Lovers Rock, wobei seine klare, kräftige und junge Stimme ein wesentliches Merkmal darstellt. Seit 2004 ist er in der Reggae-Szene aktiv, als er Teil der Dancehall-Band Stepacide wurde. Nachdem er Toaster für das No Joke Soundsystem wurde, hat er für verschiedene DJs Dubplates eingesungen. Parallel wurde er zunehmend als Solosänger aktiv.
Er arbeitete seither als Solosänger auch mit verschiedenen anderen Reggae-Musikern zusammen, darunter Ky-Mani Marley und Alborosie. 2011 begleitete er Anthony B auf seiner Europa-Tournee.
Das Video zu seinem 2012 neu veröffentlichten Song That’s how we roll drehte er erstmals in Jamaika, teils mit Musikern, teils mit Passanten im Alltag. Noch im selben Jahr erschien sein Album Focused, u. a. mit Turbulence, Anthony B. und Ikaya als Gastmusikern, und nun auch verstärkt mit sozialkritischen Texten, insbesondere angesichts der Finanzkrise und die Folgen der harten Sparpolitik für die Menschen in Portugal.

## Diskografie

### Alben
| Jahr | Titel                      | Höchstplatzierung, Gesamtwochen, AuszeichnungChartsChartplatzierungen (Jahr, Titel, Platzierungen, Wochen, Auszeichnungen, Anmerkungen) | Anmerkungen                             |
| Jahr | Titel                      | PT | Anmerkungen                             |
| ---- | -------------------------- | --- | --------------------------------------- |
| 2012 | Focused                    | PT8 (16 Wo.)PT | Erstveröffentlichung: 3. Dezember 2012  |
| 2014 | Live at Campo Pequeno!     | PT25 (6 Wo.)PT | Erstveröffentlichung: 15. Dezember 2014 |
| 2015 | In the 876                 | PT2 (11 Wo.)PT | Erstveröffentlichung: 4. Mai 2015       |
| 2023 | Heartbreak & Other Stories | PT46 Gold · (… Wo.)PT | Erstveröffentlichung: 17. März 2023     |

Weitere Alben
- 2010: Richie Campbell (CD-EP), teils auch als Heavy Funk geführt
- 2010: My Path (Album, nur als Download)
- 2017: Lisboa

### EPs
- 2020: Come quarantine w me

### Singles
| Jahr | Titel Album                                      | Höchstplatzierung, Gesamtwochen, AuszeichnungChartsChartplatzierungen (Jahr, Titel, Album, Platzierungen, Wochen, Auszeichnungen, Anmerkungen) | Anmerkungen                                                          |
| Jahr | Titel Album                                      | PT | Anmerkungen                                                          |
| --- | ------------------------------------------------ | --- | -------------------------------------------------------------------- |
| 2016 | Do You No Wrong Lisboa                           | PT10 ×6Sechsfachplatin · (… Wo.)PT | Erstveröffentlichung: 4. Mai 2016                                    |
| 2017 | Heaven Lisboa                                    | PT18 ×2Doppelplatin · (38 Wo.)PT | Erstveröffentlichung: 21. April 2017                                 |
| 2017 | Midnight In Lisbon Lisboa                        | PT61 Gold · (8 Wo.)PT | Erstveröffentlichung: 13. Oktober 2017                               |
| 2017 | Water Lisboa                                     | PT5 ×3Dreifachplatin · (43 Wo.)PT | Erstveröffentlichung: 1. Dezember 2017                               |
| 2018 | Slowly Lisboa                                    | PT34 ×2Doppelplatin · (40 Wo.)PT | Erstveröffentlichung: 29. Januar 2018                                |
| 2020 | The City Is a Jungle –                           | PT22 Platin · (46 Wo.)PT | Erstveröffentlichung: 13. November 2020 mit Fumaxa & Julinho KSD     |
| 2021 | Tsunami Heartbreak & Other Stories               | PT10 ×2Doppelplatin · (64 Wo.)PT | Erstveröffentlichung: 17. Februar 2021 mit G:son                     |
| 2022 | Let You Go Heartbreak & Other Stories            | PT26 ×2Doppelplatin · (67 Wo.)PT | Erstveröffentlichung: 15. April 2022                                 |
| 2022 | Floating Heartbreak & Other Stories              | PT104 Gold · (6 Wo.)PT | Erstveröffentlichung: 24. Juni 2022                                  |
| 2022 | Love Again Heartbreak & Other Stories            | PT13 ×2Doppelplatin · (59 Wo.)PT | Erstveröffentlichung: 13. Dezember 2022                              |
| 2024 | Even It Will Hurt Both Ways                      | PT4 ×3Dreifachplatin · (… Wo.)PT | Erstveröffentlichung: 14. Juni 2024 mit Van Zee & FrankieOnTheGuitar |
| 2024 | Born Rich It Will Hurt Both Ways                 | PT26 (2 Wo.)PT | Erstveröffentlichung: 14. Juni 2024 mit Van Zee & Mizzy Miles        |
| 2024 | Before I Lose My Voice –                         | PT18 Gold · (… Wo.)PT | Erstveröffentlichung: 27. September 2024                             |
| Folgende Lieder erschienen nicht als Single, wurden aber durch das Album zum Download und Streaming bereitgestellt und konnten somit eine Platzierung erlangen: |                                                  | |                                                                      |
| |                                                  | |                                                                      |
| 2018 | Stress Lisboa                                    | PT67 Platin · (4 Wo.)PT |                                                                      |
| 2018 | Eyes Open Lisboa                                 | PT95 Gold · (1 Wo.)PT | feat. Plutonio                                                       |
| 2020 | Bad Like You Come quarantine w me                | PT94 Gold · (3 Wo.)PT |                                                                      |
| 2020 | Gyallis Come quarantine w me                     | PT122 (2 Wo.)PT |                                                                      |
| 2020 | Live Forever Come quarantine w me                | PT126 (1 Wo.)PT |                                                                      |
| 2023 | Heartless Heartbreak & Other Stories             | PT18 Platin · (44 Wo.)PT |                                                                      |
| 2023 | Chapter V Heartbreak & Other Stories             | PT71 (1 Wo.)PT |                                                                      |
| 2023 | Hard To Get Heartbreak & Other Stories           | PT77 (3 Wo.)PT |                                                                      |
| 2023 | Closer Heartbreak & Other Stories                | PT79 (1 Wo.)PT |                                                                      |
| 2023 | Love Me Too Much Heartbreak & Other Stories      | PT89 (1 Wo.)PT |                                                                      |
| 2023 | Run Gimme Heartbreak & Other Stories             | PT103 (1 Wo.)PT | mit Bella Shmurda                                                    |
| 2023 | Star Heartbreak & Other Stories                  | PT105 (1 Wo.)PT |                                                                      |
| 2023 | Ain’t It Strange Heartbreak & Other Stories      | PT107 (1 Wo.)PT |                                                                      |
| 2023 | Bear With Me (Take 2) Heartbreak & Other Stories | PT180 (1 Wo.)PT |                                                                      |
| 2023 | Silver & Gold Heartbreak & Other Stories         | PT194 (1 Wo.)PT |                                                                      |

Weitere Singles
- 2015: Best Friend (PT: Gold)[8]
- 2018: Rain (mit Mishlawi & Plutonio, PT: ×2Doppelplatin )[8]
- 2021: Pão na Mesa (Plutonio feat. Richie Campbell, PT: Gold)[8]

### Gastbeiträge
| Jahr | Titel Album | Höchstplatzierung, Gesamtwochen, AuszeichnungChartsChartplatzierungen (Jahr, Titel, Album, Platzierungen, Wochen, Auszeichnungen, Anmerkungen) | Anmerkungen |
| Jahr | Titel Album | PT | Anmerkungen |
| ---- | ----------- | --- | --- |
| 2024 | Jingle.tm – | PT2 Gold · (15 Wo.)PT | Erstveröffentlichung: 26. April 2024 PTM feat. Lon3r Johny, Richie Campbell, Plutónio, Van Zee, ProfJam & Lhast |